# Брати Монгольф'є

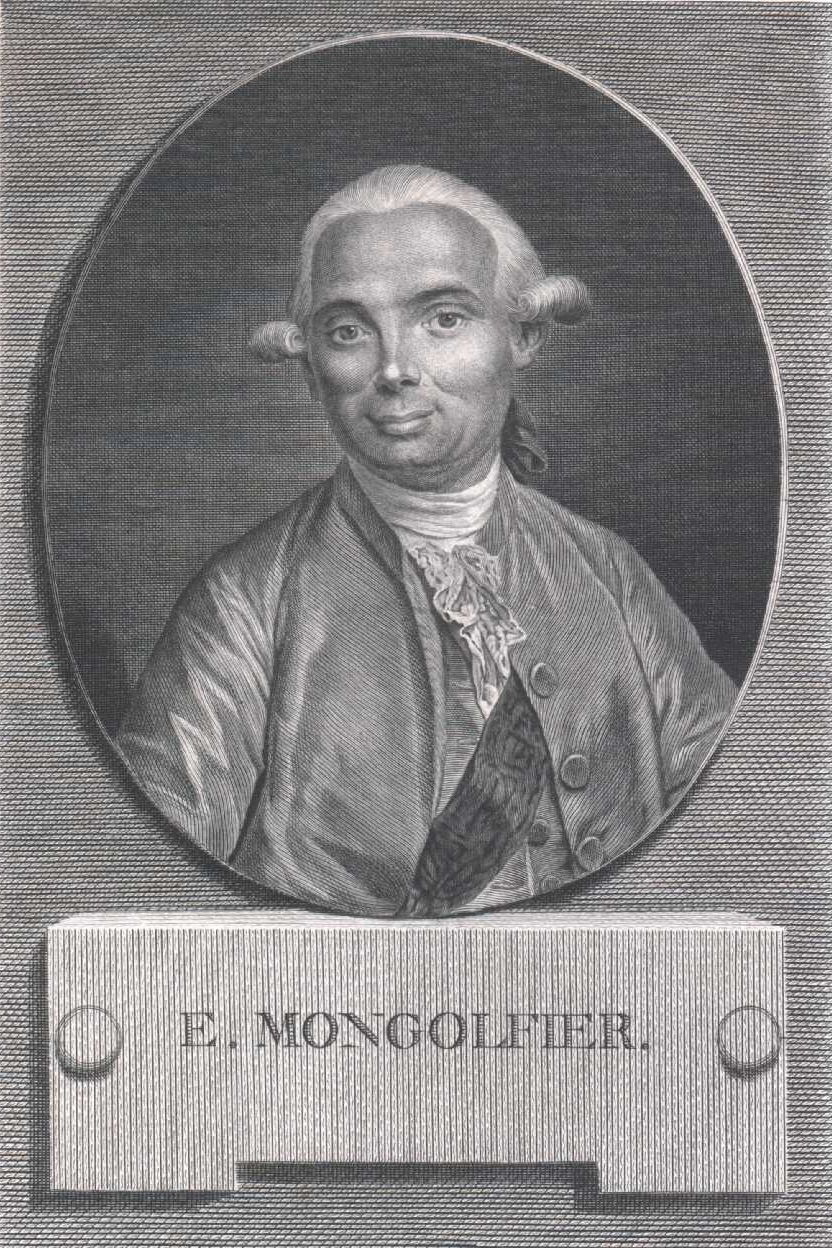
Жозеф Мішель Монгольф'є

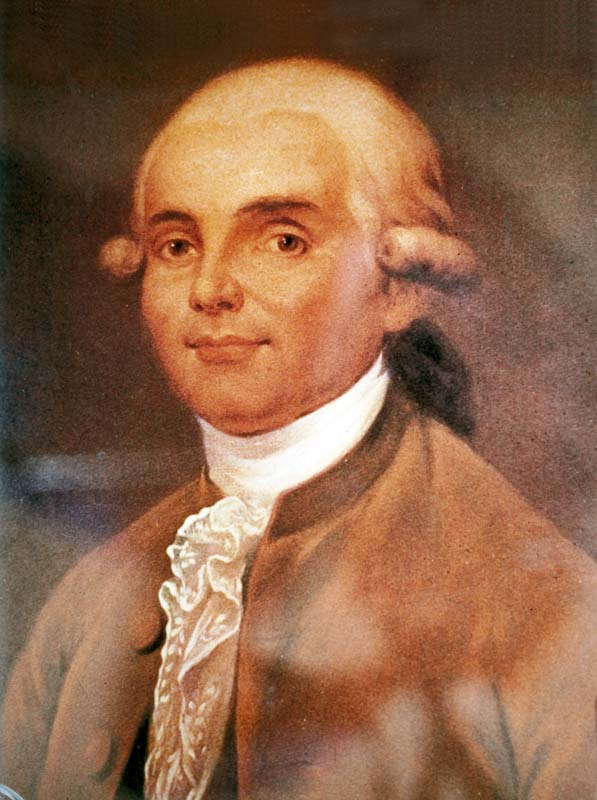
Жак-Етьєнн Монгольф'є

Брати Жозеф Мішель Монгольф'є (фр. Joseph-Michel Montgolfier фр. вимова: [ʒozɛf miʃɛl mɔ̃ɡɔlfje] 26 серпня 1740 — 26 червня 1810) та Жак-Етьєнн Монгольф'є (фр. Jacques-Étienne Montgolfier фр. вимова: [ʒak etjɛn mɔ̃ɡɔlfje] 7 січня 1745 — 2 серпня 1799) вважаються винахідниками «монгольф'єрів» (аеростат).
Брати народились в містечку Відалон-лез-Анноне (департамент Ардеш, Франція), в багатодітній сім'ї (16 дітей).
Батько П'єр Монгольф'є (Тенсе, 21 лютого 1700 — Відалон, 1 червня 1793), мати Анна Дюрет (14 лютого 1701 — Відалон, 11 березня 1760).
Батько мав паперову мануфактуру.

## Жозеф-Мішель Монгольф'є
Жозеф-Мішель Монгольф'є народився 26 серпня 1740 року. Він був дванадцятою дитиною в родині. Хлопець мав темперамент типового винахідника, був блукачем і мрійником, тож став першим, хто почав будувати «машини». У 13 років кинув навчання і втік із дому. Юнак мріяв про сонячні долини, прогулянки на конях з дамами, але мріям не судилося здійснитись: його спіткали бідність і голод. Після цього він повернувся додому і благав пробачення у батьків.

## Жак-Етьєн Монгольф'є
Жак-Етьєн Монгольф'є (15-а дитина в сім'ї) мав більш енергійніший і діловий темперамент, ніж його брат Жозеф-Мішель.
Його відправили до Парижа навчатися на архітектора. Проте Жак-Етьєн був змушений повернувся до Анноне, щоб керувати родинною справою. Протягом наступних 10 років Жак-Етьєн застосовував свій талант для технічного нововведення до родинної справи; паперове виробництво було промисловістю високих технологій у XVIII сторіччі. Він успішно запровадив нові голландські технології у млини, які належали родині. Разом з братом присвятив себе вивченню математики і фізики.

## Повітряна куля

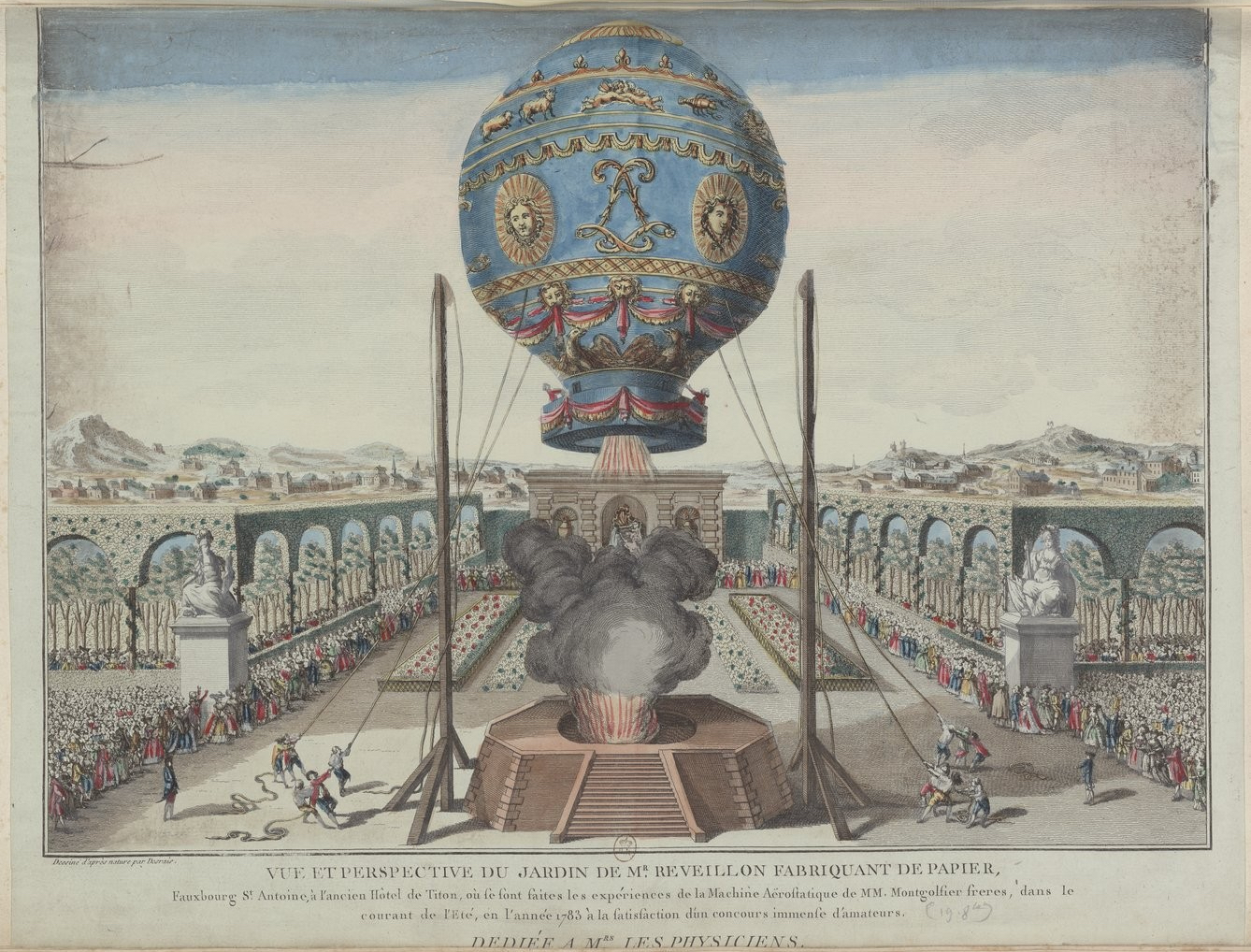
Перша спроба запуску повітряної кулі. 19 жовтня 1783 рік.

Ознайомившись з роботами Прістля і деяких інших учених, брати збиралися експериментувати з динамічною електрикою, точніше, з газами, що наповнюють оболонки, причому оболонки називали «аеростатичними машинами». Вони були впевнені, що причиною підйому хмар є електризація, і, уподібнюючи їм свої машини, наповнювали оболонки продуктами горіння мокрої шерсті і соломи (мокрими вони більше відповідали хімічному складу хмар). Оболонки були спочатку прямокутними, потім круглими і лише пізніше почали витягуватися до низу. Під час дослідів декілька таких паперових оболонок відлетіло, і носилися над містом, збуджуючи цікавість місцевих жителів, серед яких про дивних братів базікали різне. Ці «втечі» куль наштовхнули молодшого з братів, Етьєна, на думку про цілеспрямований політ кулі. Жозеф підхопив її і розвинув. Першу модель майбутнього аеростата («монгольф'єра») брати змайстрували в 1782. Це була невелика куля з шовковою оболонкою, із отвором унизу. Під отвором вони палили папір, повітря всередині кулі прогрівалося, і модель піднімалася до стелі приміщення, в якому проводився експеримент. Потім брати зробили декілька оболонок великих розмірів і запускали кулі на відкритому повітрі. Перша публічна демонстрація польоту безпілотної повітряної кулі з оболонкою з грубого лляного полотна, обклеєного папером, відбулася 5 червня 1783 в Анноне; апарат досяг висоти близько 1800 м. У другий політ, що відбувся 19 жовтня 1783, аеростат відправився з «екіпажем» — бараном, півнем і качкою. 21 листопада 1783 аеростат з екіпажем з двох чоловік пролетів над Парижем; це був перший в історії політ людини на літальному апараті.
У 1784 р. Жозеф винайшов парашут, в 1794 р. особливий апарат для випаровування, а в 1796 р. гідравлічний таран. Під час Революції він переїхав до Парижа і став тут адміністратором Консерваторії мистецтв і ремесел і членом дорадчого бюро з мистецтв і мануфактури.

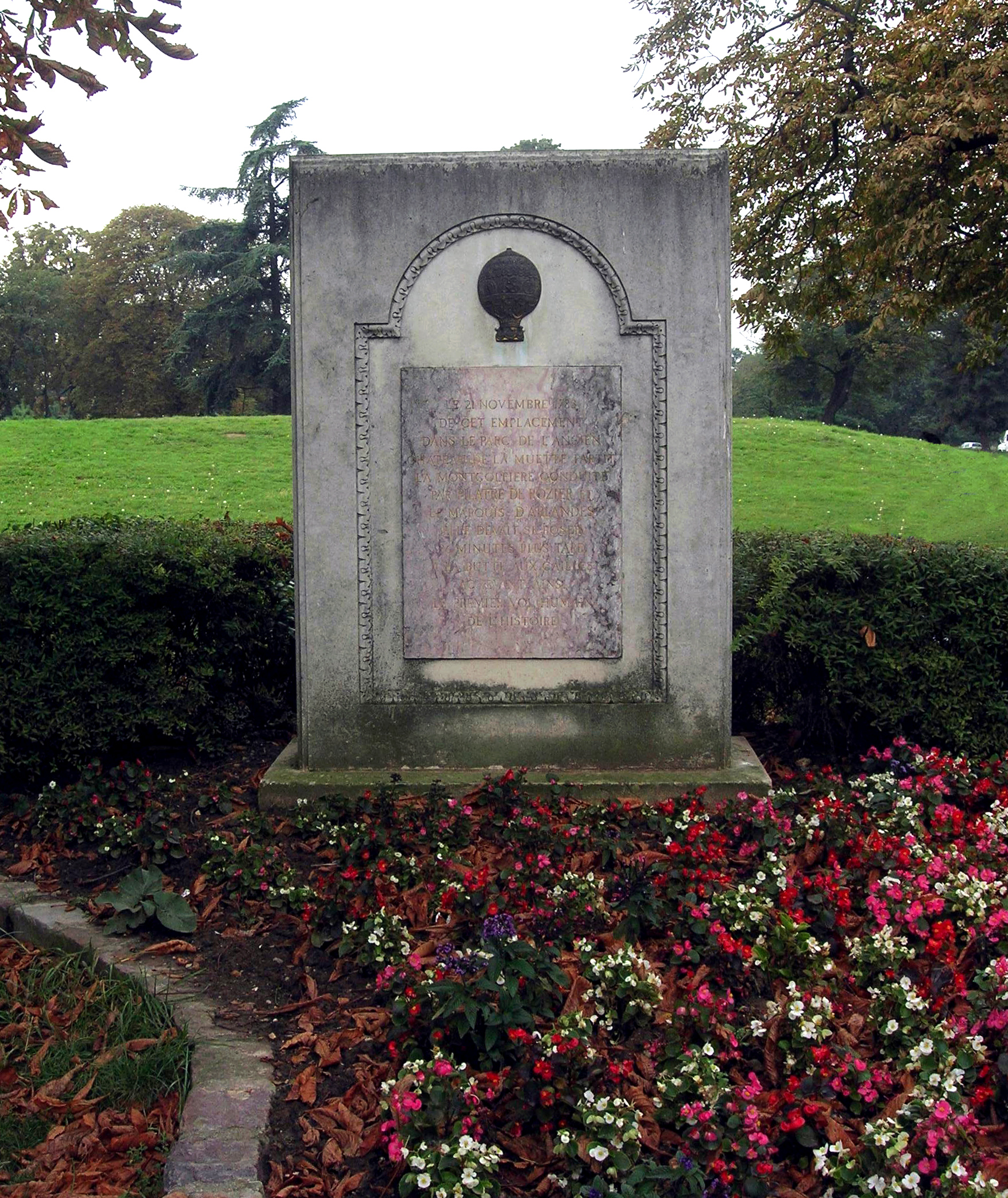
Пам'ятна плита XIII ст., на якій записано, що перший політ стався 21 листопада 1783 року, Париж, Булонський ліс

Твори обох братів: «Discours sur l'aerostat» (1783), «Les voyageuis aeriens»(1784), «Memoire sur la machina aerostatique» (1784). Пам'ятник обом братам відкритий в Анноне в 1883 р.